# 河角多恵子
河角 多恵子（かわすみ たえこ、1972年10月30日 - ）は、日本の元女子サッカー選手。元サッカー日本女子代表。

## 来歴
FC小平、新光精工FCクレール、TOKYO SHiDAX LSC、読売西友ベレーザ、FC PAFでプレー。
サッカー日本女子代表では、FC小平在籍時の1988年6月の中国遠征（3連戦）で代表に選出された。6月3日、2試合目のチェコスロバキア代表との試合でデビューした。6月5日の3試合目、スウェーデン代表との試合にも出場した。試合は2試合とも敗れた。日本代表での出場はこの2試合のみだった。国際Aマッチ以外も含めた試合出場は3試合。

## 代表歴
- 1988年6月3日 - A代表初出場 -  チェコスロバキア戦

### 試合数
- 国際Aマッチ 2試合（1988）

| 日本代表 | 国際Aマッチ | 国際Aマッチ |
| 年       | 出場        | 得点        |
| -------- | ----------- | ----------- |
| 1988     | 2           | 0           |
| 通算     | 2           | 0           |

### 出場
| # | 開催日         | 開催地 | 会場 | 相手             | 結果 | 監督     | 大会         |
| - | -------------- | ------ | ---- | ---------------- | ---- | -------- | ------------ |
| 1 | 1988年06月03日 | 広州   |      | チェコスロバキア | ●1-2 | 鈴木良平 | 広州国際大会 |
| 2 | 1988年06月05日 | 広州   |      | スウェーデン     | ●0-3 | 鈴木良平 | 広州国際大会 |